# Kulfi
El kulfi o qulfi (/ kʊlfiː /) són unes postres làcties congelades que s'originaren al sud d'Àsia durant el segle xvi. Sovint es descriu com a gelat tradicional indi. És popular a tota l'Índia, Sri Lanka, Pakistan, Bangladesh, Nepal, Birmània i Orient Pròxim i és àmpliament disponible en restaurants que serveixen cuina del subcontinent indi arreu del món.
El kulfi té semblances amb el gelat occidental en aparença i gust, però és més dens i cremós. Té diversos sabors. Els més tradicionals són la crema (malai), la rosa, el mango, el cardamom (elaichi), el safrà (kesar o zafran) i el festuc. Hi ha variacions més noves, com ara poma, taronja, maduixa, cacauet i alvocat. A diferència del gelat, el kulfi no és batut, resultant en unes postres sòlides, denses i congelades similars al gelat tradicional occidental. Així, de vegades, es considera una categoria diferenciada de postres làcties congelades. A causa de la seva densitat, el kulfi triga més temps a fondre's que els gelats occidentals. És un menjar popular disponible tant en llocs populars com en llocs turístics a l'índia.

## Història
Kulfi o qulfi és una paraula hindustànica derivada del persa qufli que significa "copa coberta", que al seu torn és d'origen àrab. Aquestes postres es varen originar probablement a l'Imperi Mogol al segle xvi. La barreja de llet densa evaporada ja era popular als plats dolços del subcontinent indi. Durant el període Mogol, aquesta barreja es va aromatitzar amb festucs i safrà, embalats en cons metàl·lics i immersos en gel, donant com a resultat el Kulfi. Ain-i-Akbari, un registre detallat de l'administració de l'emperador mogol Akbar, esmenta l'ús de salnitre per a la refrigeració i el transport del gel de l'Himàlaia cap a zones més càlides.

## Preparació
El kulfi es prepara tradicionalment evaporant la llet edulcorada i aromatitzada a través de la cocció lenta, amb una agitació gairebé contínua per evitar que la llet s'enganxi al fons del recipient on es pugui cremar, fins que el seu volum es redueixi a la meitat, fent-la més greixosa i augmentant-ne la densitat protèica. Té un sabor distintiu degut a la caramelització de lactosa i sucre durant el llarg procés de cocció. A continuació, la barreja semicondensada es congela en motlles hermètics i tancats (sovint kulhars amb l'obertura tancada) que se submergeixen en gel barrejat amb sal per accelerar el procés de congelació. La barreja gel/sal, juntament amb els motlles de kulfi submergits, es col·loca en un matka o una olla de terra que proporciona aïllament de la calor externa i alenteix la fusió del gel. El kulfi preparat d'aquesta manera s'anomena, per tant, Matka Kulfi. El kulfi preparat amb congelació lenta no presenta cristalls de gel en boca. Una versió més fàcil és bullir la llet i afegir-hi molles de pa, mawa (llet sencera seca) i sucre tot remenant. La capa de nata formada a la llet bullent s'escapa inicialment i s'afegeix al final per espessir la llet.
Actualment el kulfi també es prepara a partir de llet evaporada, llet condensada edulcorada i crema. A continuació, s'afegeix sucre, es bull la mescla i s'afegeix pasta d'aigua de blat de moro, que espessa la mescla. A continuació, s'afegeixen aromatitzants, fruits secs, cardamom, etc. Després es refreda la mescla, es posa en motlles i es congela. Si es congela en bols de porció individual per al servei amb una cullera, els bols es treuen del congelador entre 10 i 15 minuts abans de servir per permetre que el gelat fongui a les vores.
El kulfi també se serveix amb faloodeh (fideus fideus a base de midó). En alguns llocs, la gent l'elabora a casa amb els seus propis sabors.
A l'Índia, el kulfi és venut per venedors anomenats kulfiwalas, que mantenen congelat el kulfi posant els motlles dins d'un gran pot de terra anomenat matka, ple de gel i sal. Es serveix en una fulla o es congela en un pal. És el dolç tradicional del subcontinent indi.